# Jim Verraros
James Conrad Verraros, detto Jim (Crystal Lake, 8 febbraio 1983), è un cantante statunitense.
È stato finalista della prima edizione del talent-show televisivo American Idol (2002).

## Discografia
Album
- 2004 - Unsaid and Understood
- 2005 - Rollercoaster
- 2011 - Do Not Disturb